# Темпоральна фантастика
Темпоральна фантастика, або хронофантастика (від грец. χρόνος — «час» + «фантастика») — жанр фантастики, що розповідає про подорожі в часі. Іноді твори цього жанру, в якій подорож у часі не просто дає поштовх сюжетом, але є двигуном подій, називають «хронооперою».
Ключовим твором цього жанру вважається «Машина часу Герберта Веллса. Хоча про подорожі в часі писали раніше (наприклад, «Янкі з Коннектикуту при дворі короля Артура» Марка Твена), саме в «Машині часу» переміщення в часі вперше було навмисним і науково обґрунтованим, і таким чином цей сюжетний хід був введений в наукову фантастику.
В XX столітті ідея подорожі в часі отримала розвиток. Фантасти присвятили багато творів аналізу часових парадоксів, які можуть бути спричинені подорожжю в минуле або поверненням з майбутнього в сьогодення. Ця тема, наприклад, піднімається в знаменитому оповіданні Рея Бредбері «Відлуння грому». Кір Буличов використовував подорож у часі у десятках своїх книжках, у тому числі в циклі про Алісу. Енн Маккефрі в романі «Політ дракона» і подальших його продовженнях також використовує подорож у часі.
Хронофантастика часто з'єднується з альтернативною історією. Один з найпопулярніших сюжетів у хронофантастике — герой з цього, що потрапив у минуле, змінює хід історії. «Янкі…» Твена послужив джерелом натхнення для безлічі подібних книжок. Найвідоміші твори такого роду — «Хай не впаде темрява» Лайона Спрега де Кампа, «Повстання в часі» Гаррі Гаррісона, «Патруль часу» Пола Андерсона і т. д. Оповідання про спонтанні провали в часі в сучасній фантастиці прийнято називати потраплянською літературою.
Також часто трапляються книжки про паралельні світи, що утворилися через різний розвиток в часі, і людей, які подорожують між ними або навіть контролюють їхній розвиток. Така ідея використовується в «Патрулі часу» Андерсона, «Перехрестя часу» Андре Нортона, «Кінець вічності» Азімова, «Чернетці» Лук'яненка, телесеріалі «Доктор Хто», романах Кіта Ломера і т. д..